# Admontia malayana
Admontia malayana là một loài ruồi trong họ Tachinidae.